# ملحملو
ملحملو هي قرية في مقاطعة مياندوآب، إيران. يقدر عدد سكانها بـ 170 نسمة بحسب إحصاء 2016.